# Медико-інструментального заводу
Медико-інструментального заводу (рос. Медико-инструментального завода) — селище у Можайському районі Московської області Російської Федерації

## Розташування
Селище Медико-інструментального заводу входить до складу міського поселення Можайськ, воно розташовано на захід від Можайська на березі річки Москви. Найближчі населені пункти Зарічна Слобода, Гідровузол (селище), Москворецька Слобода, Ісавици. Найближча залізнична станція Можайськ.

## Населення
Станом на 2006 рік у селищі проживало 1115 осіб, а в 2010 — 1052 особи.